# Borough of Halton
Das Borough Halton ist eine selbständige Verwaltungseinheit (Unitary Authority) im Nordwesten Englands. Halton grenzt an Merseyside, Warrington und Cheshire.
Es entstand 1974 als Distrikt der Grafschaft Cheshire, wurde aber 1998 aus dieser herausgelöst und zur Unitary Authority gemacht. Die wichtigsten Orte in Halton sind Runcorn und Widnes. Der Name stammt von dem im Gebiet des Borough liegenden Ort Halton.
Durch Halton fließt der River Mersey. Der nördliche Teil gehörte früher zur Grafschaft Lancashire, der südliche zu Cheshire. Im Borough, das zur Region North West England gehört, lebten nach dem Zensus von 2011 125.746 Menschen. Der Verwaltungssitz befindet sich in Widnes.
Das Borough of Halton unterhält Städtepartnerschaften mit Leiria (Portugal), dem Berliner Bezirk Marzahn-Hellersdorf (Deutschland), Ústí nad Labem (Tschechien) und Tongling (Volksrepublik China).